# Енергетик (Прип'ять)
Палац культури «Енергетик» — нині занедбаний багатофункціональний палац культури, розташований у Прип'яті Київської області, в Чорнобильській зоні відчуження.

## Історія
Палац споруджений за типовим проєктом протягом 1970—1972 років та відкритий у 1972 році. Був одним із культурно-розважальних центрів міста Прип'ять.
Після Чорнобильської катастрофи 26 квітня 1986 року, як і більшість об'єктів Прип'яті, був закритий, однак використовувався у якості технічного приміщення ліквідаторами наслідків аварії та співробітниками Чорнобильської АЕС. Остаточно занедбаний з 2000 року, після зупинки електростанції.
17 жовтня 2016 року о 20:30 надпис «Енергетик» на Палаці культури був підсвічений синім і жовтим діодним світлом. Таким чином сталкери відзначили 30-річчя після аварії на ЧАЕС, а також 10-річчя виходу гри «S.T.A.L.K.E.R.».

## Фотогалерея

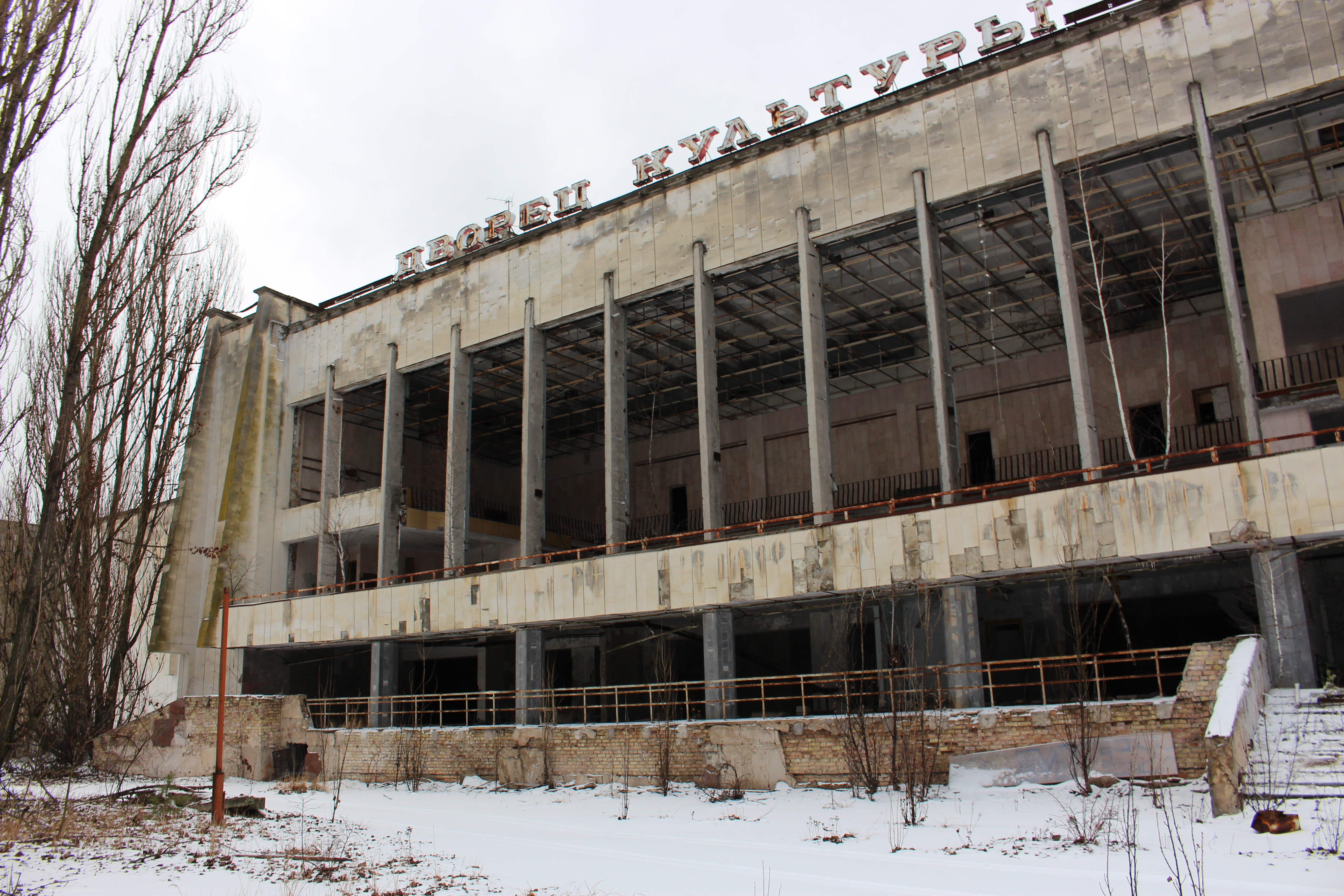
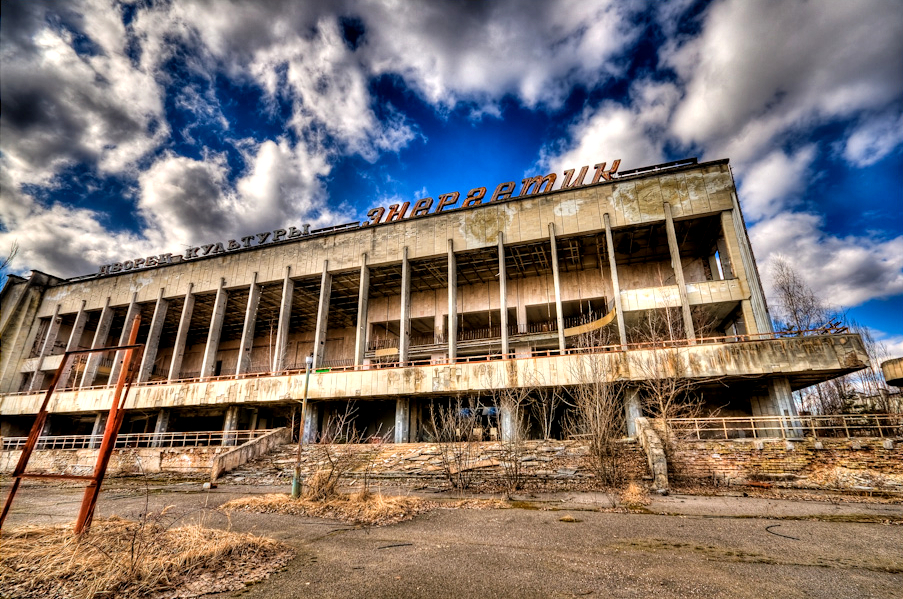
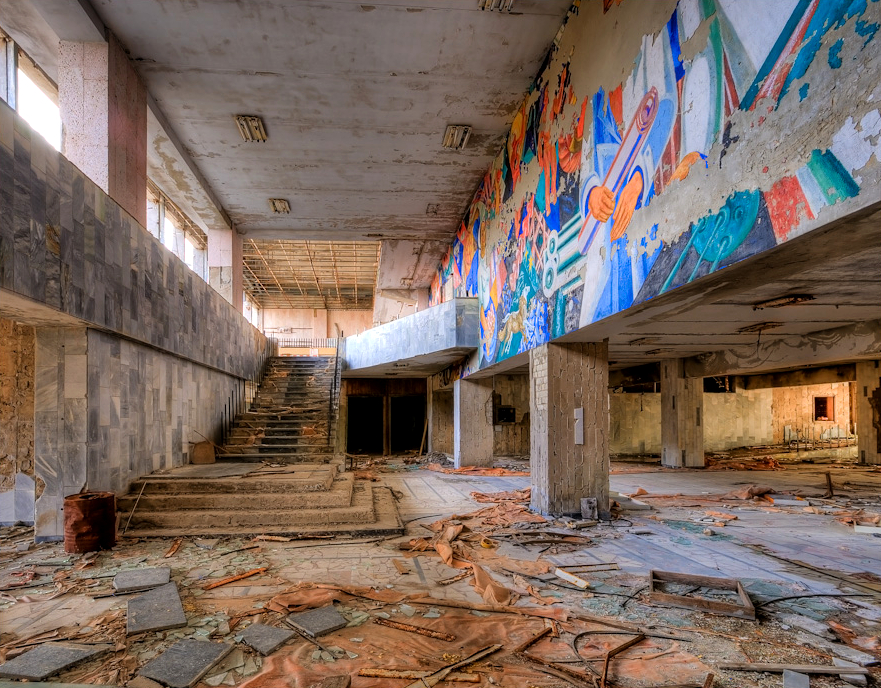
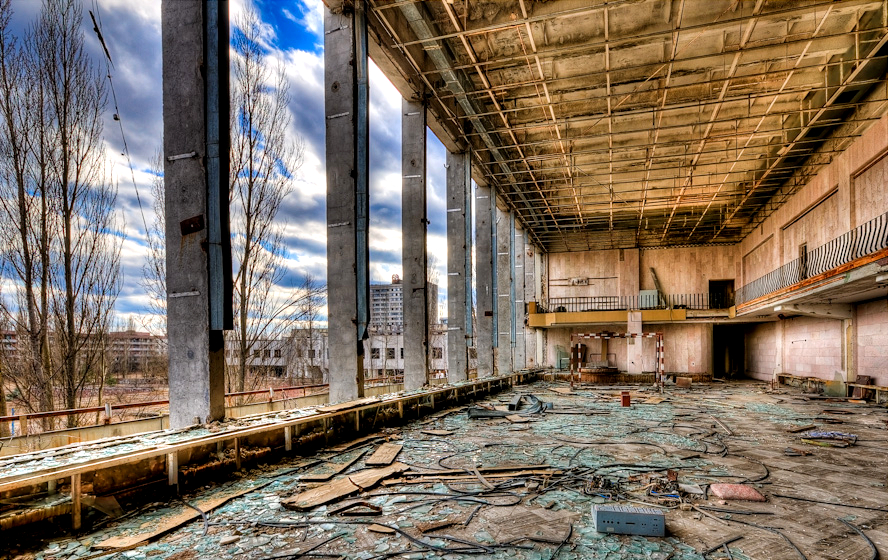
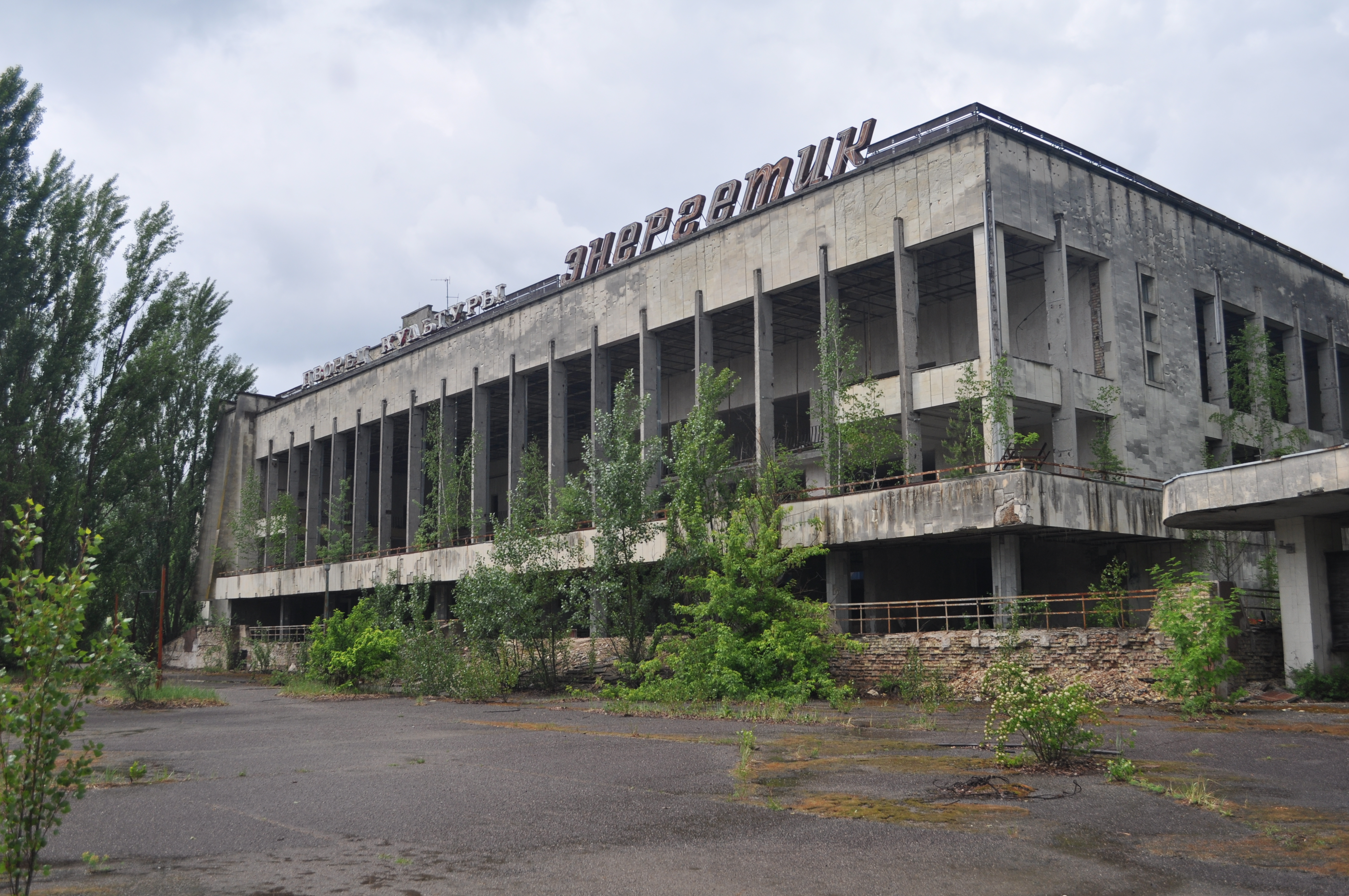
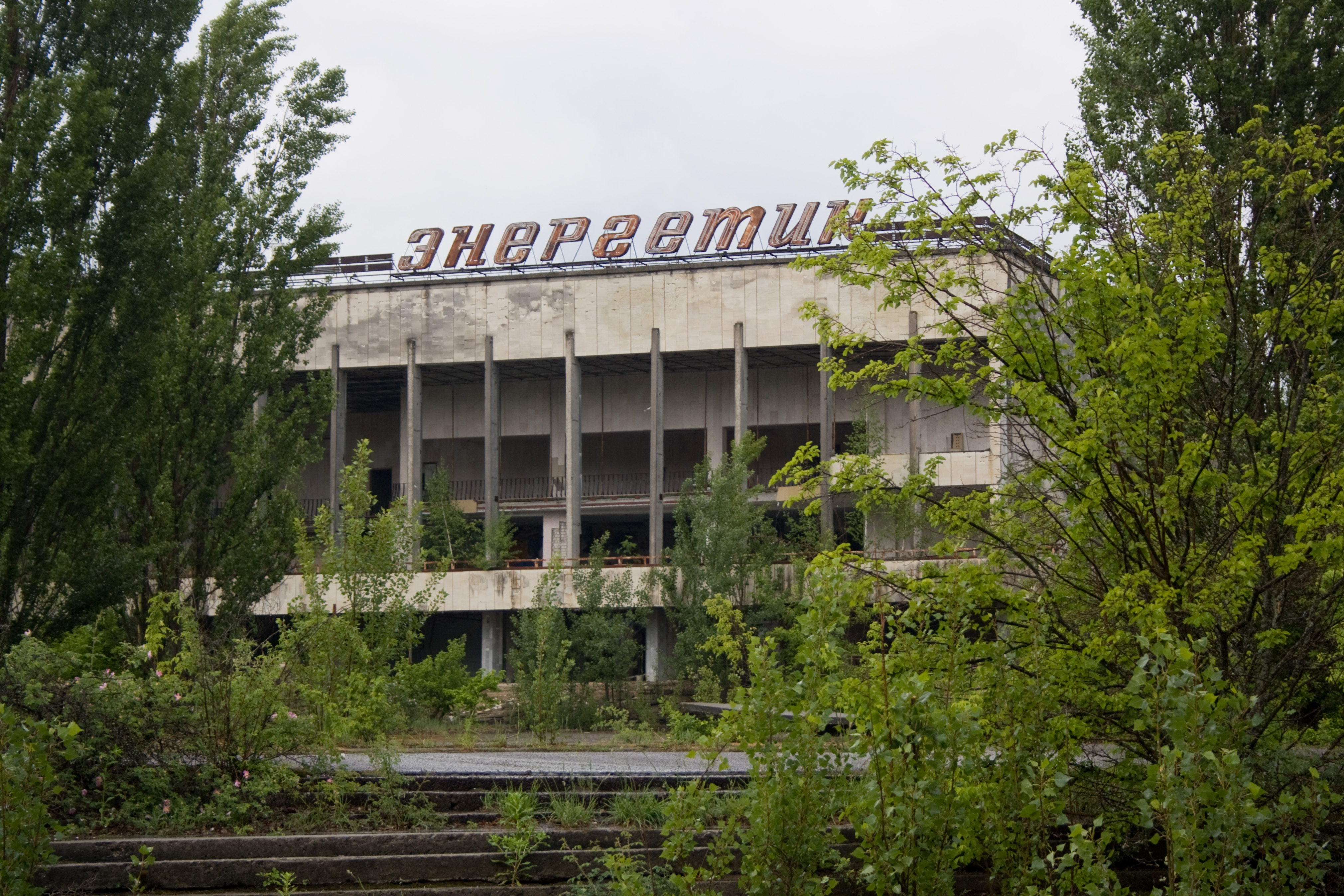
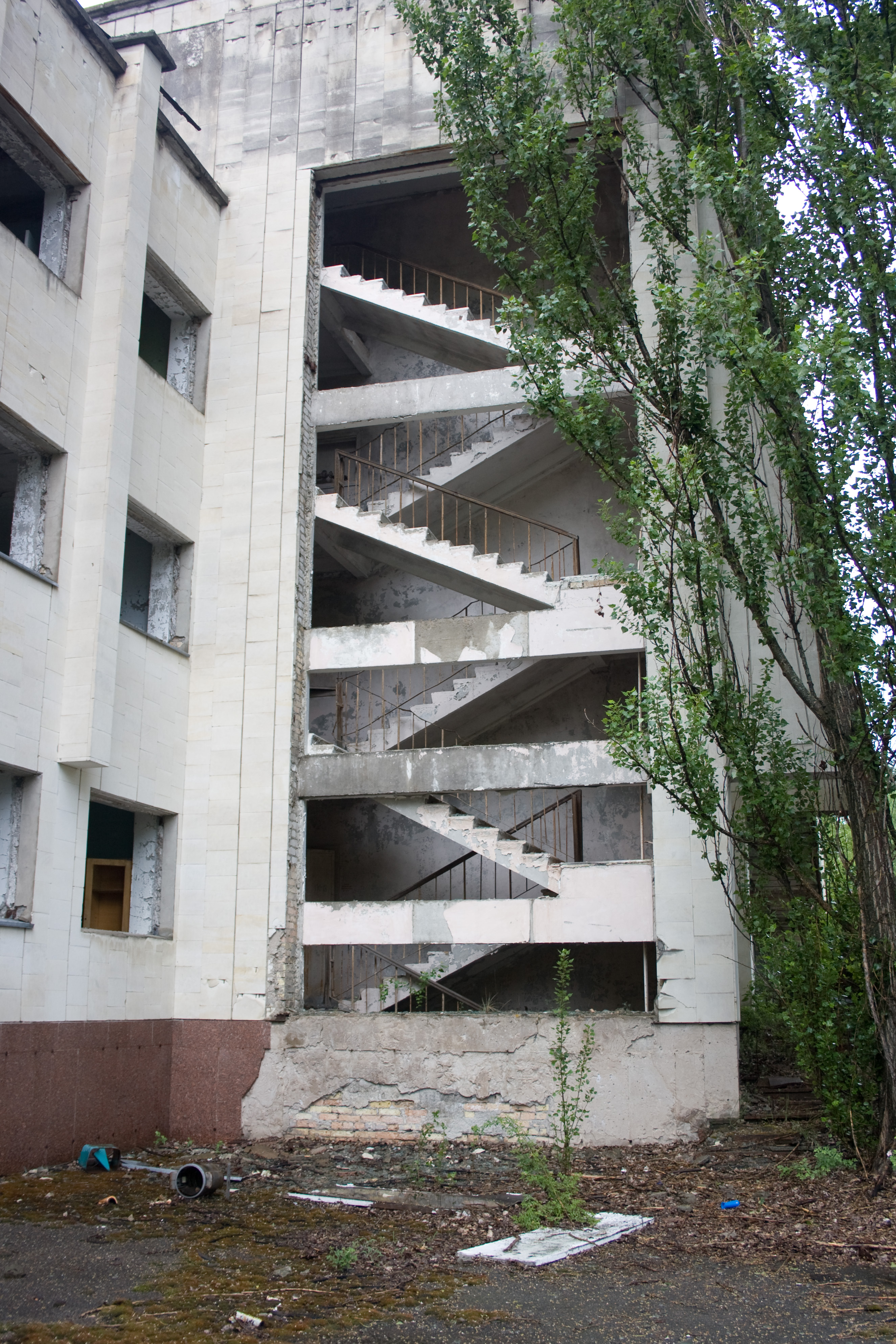
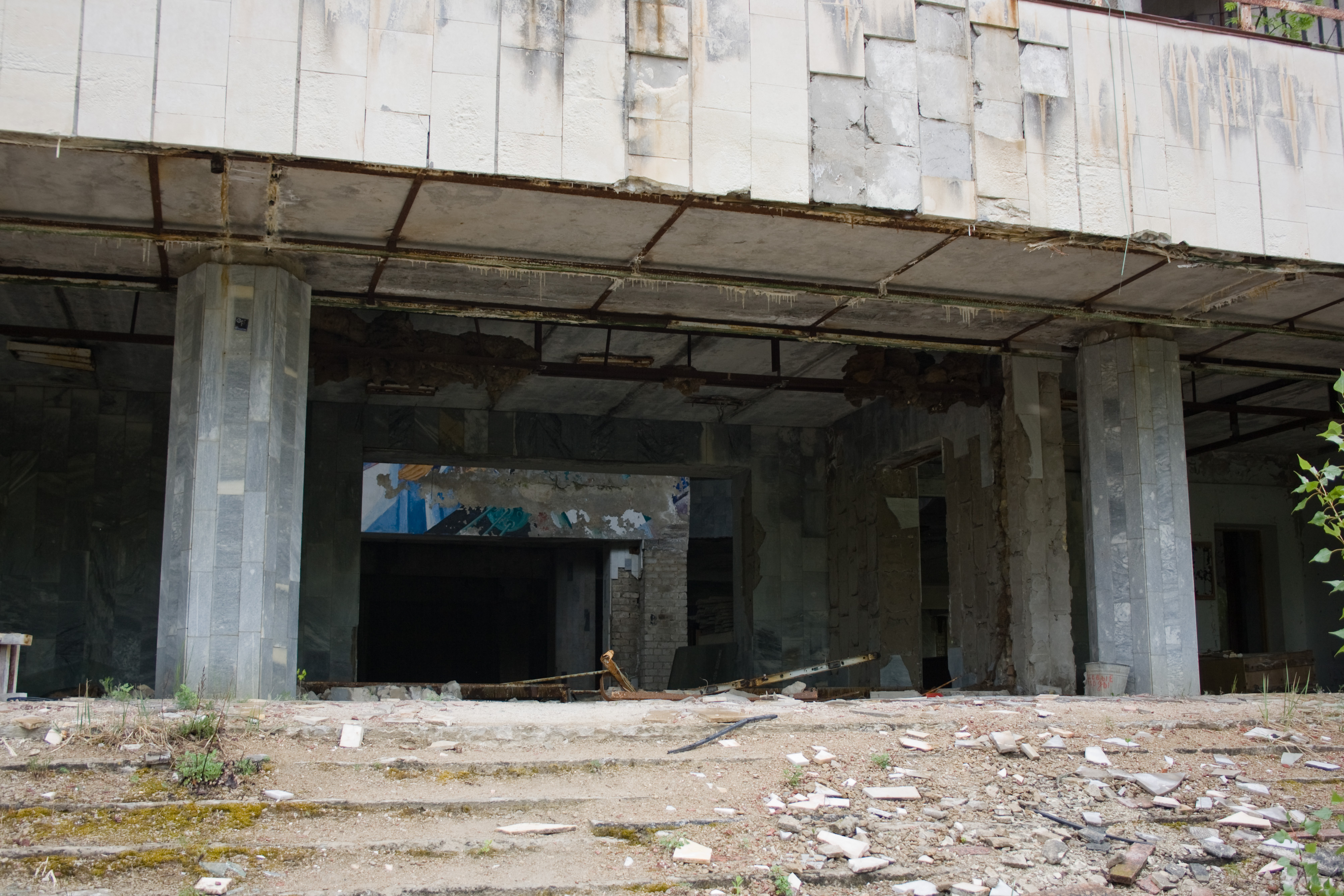